# Воинская волость
Во́инская во́лость — административно-территориальная единица в составе Перекопского уезда Таврической губернии. Образована в результате земской реформы 1890 года, при реоганизации Ишуньской волости.

## География
Располагалась на севере уезда, знимая территорию Перекопского перешейка и прилегающие земли присивашья. На севере граничила с Днепровским уездом, западе — Джурчинская волость, на юге — Богемская, на юге — юго-востоке граничила с Александровской волостью. Рельеф — плоская степь. Занимала, в основном, север современного Красноперекопского района.

## Состояние на 1892 год
В «…Памятной книжке Таврической губернии на 1892 год» в волости записано 45 деревень с населением 2538 человек.

## Состояние на 1900 год
В Памятной книжке Таврической губернии на 1900 год зафиксировано 34 деревни и 8 хуторов с 4179 жителями. 3 деревни зааписаны просто Карт-Казак — позже они фигурировали под номерами, но определить в данном списке, какой к кому относился, затруднительно.
Кроме того в волости записаны 8 хуторов: Асс-Найман с 34 жителями, Будановка с 58, Мурза-Кояш с 30, 2 хутора Сасык-Кият с 35 жителями в одном и 9 в другом, Трудовое-Алексеевское — 23 жителя, Карт-Казак — 9 и Караджанай — 19 жителей.

## Состояние на 1915 год
По Статистическому справочнику Таврической губернии. Ч.II-я. Статистический очерк, выпуск пятый Перекопский уезд, 1915 год, в Воинской волости Перекопского уезда числилось 111 различных поселений, из них 1 село — Воинка и 29 деревень, в которых проживало 7135 человек приписных жителей и 1114 — «посторонних».

| - Бейбулуш - Берды-Булат немецкий - Берды-Булат (Какуватского и др.) - Бешеул - Бозгана - Большая Магазинка - Большой Мамчук - Будановка - Долинка - Ишунь | - Карт-Казак - Караджанай - Каранки - Казённый участок № 4 - Малая Магазинка - Мироновка - Ново-Александровка - Ново-Ивановка - Ново-Николаевка - Ново-Павловка | - Одий-Кийгач - Самай - Тихоновка - Филатовка - Чигирь - Чуваш Старый - Щастливцево - Ялантуш - Ялантуш - Ялантуш |

Кроме того в волости числились посёлок Бозгана и 61 хутор: Асс-Найман, Асс, 2 хутора Берды-Булат — татарский и русский, Бейбулуш (Люстиха), 3 хутора Булат-Ходжа, Бустерча, Биюк-Бустерчи, Деде, 2 хутора Денгельчик, 2 — Джангара, Домузла, Карпова Балка, хутора́ Карт-Казак (Химони), Карт-Казак (Спендиаровых, арендатор Сапак) и 2 номерных Карт-Казак — № 1 и № 2, Караджанай, 2 хутора Каранки, хутора́ Казённые участки — № 2, № 3, № 4 и № 8, Керлеут, Кок-Сакал, Красное озеро, Кулла, 2 хутора Кучук-Найман, Мурза-Кояш, 2 хутора Одий-Кийгач, 3 — Сасык-Кият, Тархан, Тимошевка, Тимофеевка, Тузлы № 1 и № 2, Тугун, Уржино, Уч-Джилга, 4 хутора при Красном озере, 1 при Старом озере, Чокрак-Керлеут, 3 хутора Чувашик, Чурюм, просто безымянный хутор на казённом участке № 3 и хутор при старом соляном озере городской управы. Были усадьбы — Трудово-Алексеевка (Лохматова) № 1, № 2 и № 3, Тугун и 4 Усадьбы огородника различных обществ; 4 экономии — Андреевка, Благодарная, Сасык-Кият и Тархан и казённая конно-почтовая станция Ишунь.
Волость существовала до упразднения, согласно постановлению Крымревкома от 8 января 1921 года.